# The Diary of Alicia Keys
The Diary of Alicia Keys (El diario de Alicia Keys) es el segundo álbum de estudio de la cantante y pianista estadounidense, Alicia Keys. Fue lanzado al mercado el 2 de diciembre de 2003. La grabación del disco tuvo lugar en diferentes estudios a lo largo de 2002 y 2003. La producción estuvo a cargo de Alicia Keys con colaboraciones de Kerry Brothers, Jr., Timbaland, Dwayne Wiggins, Dre & Vidal, Easy Mo Bee, and Kanye West.
El segundo trabajo de la compositora y pianista sigue la misma dirección de su primer trabajo -Songs in A Minor; canciones R&B políticamente correctas aderezadas con piano. Recibió generalmente críticas positivas de la mayoría de críticos musicales y le hizo ganar tres Grammy en la 47.ª edición de los premios.
El álbum ha vendido unas 8 millones de copias en todo el mundo.[cita requerida] Incluye los sencillos «You Don't Know My Name» (producido por Kayne West), «If I Ain't Got You» y «Karma». Estuvo nominado al Grammy al Mejor álbum de R&B.[cita requerida] Se convirtió en el segundo álbum en debutar como número uno en su primera semana en los Estados Unidos y se publicaron cuatro sencillos, tres de los cuales entraron en las diez primeras posiciones de las listas. Con unas ventas de 4 millones de copias y unas ventas mundiales de 8 millones,[cita requerida] The Diary of Alicia Keys es el trigesimoprimer álbum mejor vendido de la década 2000-2010.[cita requerida]

## Historia y grabación
El primer álbum de Alicia Keys vendió cerca de 6.8 millones de copias y ganó cinco Grammys. Debido a la gran popularidad de su álbum debut, la cantante sintió mucha presión para superar o igualar el éxito anterior. Finalmente, el nuevo trabajo discográfico consiguió ser tan exitoso como el primero, y fue nominado para dos grammys; canción del año «If I Ain't Got You» y álbum del año. El segundo trabajo de Alicia Keys logró duplicar las ventas de su antecesor en su primera semana de publicación.

## Recepción
En general los críticos recibieron positivamente el nuevo trabajo de Alicia Keys asegurando que con este álbum «confirmaría su estilo musical».

### Éxito comercial
El álbum debutó en el número uno en la lista de EE. UU. Billboard 200, con unas ventas en la primera semana de 618000 copias, consiguiendo así su segundo debut número uno consecutivo en los EE. UU. Pasó 88 semanas en la lista, dejándola en el puesto 198 en 2005. Ha vendido alrededor de 4,6 millones de copias en EE. UU. y más de ocho millones de copias en todo el mundo. Los primeros cuatro sencillos, «You don't know my name», «If I ain't got you», «Diary», y «Karma», alcanzando un puesto entre los veinte primeros álbumes del Billboard Hot 100, siendo que tres de ellos alcanzarían los diez primeros puestos de listas de ventas.

### Crítica especializada
| Revista              | Calificación |
| -------------------- | ------------ |
| Allmusic             | [ 7 ]        |
| Blender              | [ 8 ]        |
| Entertainment Weekly | (B)          |
| Los Angeles Times    | [ 10 ]       |
| The New York Times   | (favorable)  |
| PopMatters           | (favorable)  |
| Rolling Stone        | [ 13 ]       |
| Slant Magazine       | [ 14 ]       |
| Vibe                 | [ 15 ]       |
| The Village Voice    | (mixta)      |

Después de su publicación, el álbum recibió generalmente críticas positivas, basado en una puntuación de 71/100 en Metacritic. The Times dijo que el álbum «confirmaría su lugar en la historia de la música». Dándole cuatro estrellas, la revista People dijo que «Keys homanajea a la edad dorada del R&B con un viejo soul más antiguo que sus 23 años.» De The diary of Alicia Keys, Josh Tyrangiel de Time dijo que Keys «hizo un gran álbum a la mitad. Las primeras seis canciones son modelos de que cómo hacer canciones nostálgicas no está anticuado... La segunda mitad va perdiendo.» Añadió, sin embargo, que era «obvio» que los álbumes posteriores serían «mejores.» Billboard sintió que «la cantautora [...] canaliza los espíritus del soul de los 60 y 70 en Diary». Rolling Stone llamó al álbum «un manifiesto seguro, adulto, que se adentra en la complicada vida amorosa y sueños musicales de una ambiciosa mujer,» y comparó a Keys con Nina Simone y Aretha Franklin. ABC News dijo que «If I ain't got you» es «una balada en la que el sonido y voz de Keys [...] recuerda a otra de las famosas protegidas de Davis: Whitney Houston.» Yahoo! Music UK, que dio al álbum nueve de diez estrellas, afirmó: «Con ambas cantantes, Lauryn Hill y Jill Scott fuera del mundo musical, y Beyoncé incapaz de hacer un álbum entero, hay solo una chica ahora que puede reclamar de verdad la corona de Aretha.

## Lista de canciones
| The Diary of Alicia Keys (Edición estándar) |                                       |                                                                             |                                                    |          |  |
| N.º                                         | Título                                | Escritor(es)                                                                | Productor                                          | Duración |  |
| 1.                                          | «Harlem's Nocturne»                   | Alicia Keys                                                                 | Alicia Keys                                        | 1:43     |  |
| 2.                                          | «Karma»                               | Kerry Brothers, Jr., Keys Taneisha Smith                                    | Kerry Brothers, Jr.                                | 4:16     |  |
| 3.                                          | «Heartburn»                           | Keys, Tim Mosley, Walter Millsap III, Candice Nelson, Erika Rose            | Timbaland, Alicia Keys                             | 3:28     |  |
| 4.                                          | «If I Was Your Woman/Walk On By»      | Gloria Jones, Clarence McMurray, Pam Sawyer, Burt Bacharach, Hal David      | Alicia Keys, Easy Mo Bee, Dwayne "D. Wigg" Wiggins | 3:06     |  |
| 5.                                          | «You Don't Know My Name»              | Alicia Keys, Kanye West, Harold Lilly, J. R. Bailey, Mel Kent, Ken Williams | Kanye West, Alicia Keys                            | 6:08     |  |
| 6.                                          | «If I Ain't Got You»                  | Alicia Keys                                                                 | Alicia Keys                                        | 3:48     |  |
| 7.                                          | «Diary» (featuring Tony! Toni! Toné!) | Alicia Keys, Kerry Brothers Jr.                                             | Alicia Keys                                        | 4:45     |  |
| 8.                                          | «Dragon Days»                         | Alicia Keys                                                                 | Alicia Keys                                        | 4:36     |  |
| 9.                                          | «Wake Up»                             | Alicia Keys, Kerry Brothers Jr.                                             | Alicia Keys                                        | 4:27     |  |
| 10.                                         | «So Simple» (featuring Lellow)        | Alicia Keys, Lilly, Andre Harris, Vidal Davis                               | Dre & Vidal, Alicia Keys                           | 3:49     |  |
| 11.                                         | «When You Really Love Someone»        | Alicia Keys, Kerry Brothers Jr.                                             | Alicia Keys                                        | 4:09     |  |
| 12.                                         | «Feeling U, Feeling Me (Interlude)»   | Alicia Keys                                                                 | Alicia Keys                                        | 2:07     |  |
| 13.                                         | «Slow Down»                           | Alicia Keys, L. Green, Rose                                                 |                                                    | 4:18     |  |
| 14.                                         | «Samsonite Man»                       | Alicia Keys, Rose                                                           | Alicia Keys, Kerry Brothers Jr.                    | 4:12     |  |
| 15.                                         | «Nobody Not Really»                   | Alicia Keys, Smith                                                          | Alicia Keys                                        | 2:56     |  |
| 57:45                                       |                                       |                                                                             |                                                    |          |  |

| Edición de Reino Unido y Japón |                                               |                                                                                                 |            |          |  |
| N.º                            | Título                                        | Escritor(es)                                                                                    | Productor  | Duración |  |
| 16.                            | «Streest of New York» (Featuring Nas y Rakim) | Alicia Keys, Smith, Eric Barrier, Nasir bin Olu Dara Jones, Christopher Martin, William Griffin | DJ Premier | 4:55     |  |

| Cd extra en Alemania, Latinoamérica y Japón |                                                                    |                                                                  |             |          |  |
| N.º                                         | Título                                                             | Escritor(es)                                                     | Productor   | Duración |  |
| 1.                                          | «If I Ain't Got You (Remix)» (Featuring Alicia Keys & Usher)       | Alicia Keys                                                      | Alicia Keys | 3:52     |  |
| 2.                                          | «If I Ain't Got You (Spanish Version)» (Featuring Arturo Sandoval) | Alicia Keys                                                      | Alicia Keys | 3:53     |  |
| 3.                                          | «If I Ain't Got You» (Kanye West Remix)                            | Alicia Keys                                                      | Kanye West  | 3:47     |  |
| 4.                                          | «You Don't Know My Name/Will You Ever Know It» (Reggae Mix)        | Alicia Keys, Kanye West, Harold Lilly, Gregory Isaacs, Jack Ruby | Kanye West  | 5:05     |  |
| 5.                                          | «You Don't Know My Name» (Video)                                   |                                                                  |             |          |  |
| 6.                                          | «If I Ain't Got You» (Video)                                       |                                                                  |             |          |  |
| 7.                                          | «Diary» (Video)                                                    |                                                                  |             |          |  |

## Personal
| - Sanford Allen - violín - Elijah Baker - bajo - Julien Barber - viola - Pablo Batista - instrumentos de percusión - Richard Brice - viola - Kurt Briggs - violín - Avril Brown - violín - Fred Cash - bajo - Robert Chausow - viola - Ronnie Drayton - guitarra - Marisol Espada - violonchelo - Barry Finclair - viola - Eileen Folson - violonchelo - Onree Gill - órgano - Stanley Hunte - violín - Steven Jordan - baterías - Paul Alexandre John - batería | - Gwendolyn Laster - violín - Lori Miller - violín - Caryl Paisner - violonchelo - Marion Pinheiro - violín - Ricky Quinones - guitarra - Artie Reynolds - bajo - Timothy Christian Riley - piano - Maxine Roach - viola - Joe Romano - sección de viento - John Jubu Smith - guitarra - Dale Stuckenbruck - violín - Peter Vanderwater - viola - Arcel Vickers - órgano - Alexander Vselensky - violín - Willie Weeks - bajo - Artie White - guitarra - Xin Zhao - violín |

## Producción
- Productores ejecutivos: Alicia Keys, Peter Edge, Jeff Robinson
- Productores: Alicia Keys, Kerry "Krucial" Brothers, Kanye West, Timbaland, André Harris and Vidal Davis, Easy Mo Bee, Dwayne "D. Wigg" Wiggins, Kumasi
- Asistencia vocal: Katreese Barnes, Andricka Hall, Harold Lilly, John Legend, Lamont Green, Cindy Mizelle, Jermaine Paul
- Ingenieros: Tony Black, Vincent Dilorenzo, Ann Mincieli, Walter Millsap
- Ingenieros asistentes: Alan Ford, Dan Gautreau, Rabeka Tuinei
- Mezcladores: Tony Black, Russell Elevado, Manny Marroquin, Tony Maserati, Patrick Viala
- Masterizadores: Herb Powers

## Charts
| Lista (2003)                         | Posición más alta | Certificación | Ventas    |
| ------------------------------------ | ----------------- | ------------- | --------- |
| USA Billboard 200                    | 1                 | 4x Platino    | 4,000,000 |
| USA Billboard Top R&B/Hip-Hop Albums | 1                 | 4x Platino    | 4,000,000 |
| USA Billboard Top Internet Albums    | 2                 | 4x Platino    | 4,000,000 |
| Australia ARIA                       | 22                | Platino       | 70,000    |
| Austria Albums Chart                 | 25                |               |           |
| Brazil Albums Chart                  | 18                |               |           |
| Canadá                               | 15                |               |           |
| Dinamarca Albums Chart               | 16                |               |           |
| Europa Albums Chart                  | —                 | Platino       | 1,000,000 |
| Francia Albums Chart                 | 5                 | 2x Platino    | 436,000   |
| Finlandia Albums Chart               | 9                 |               |           |
| Alemania Albums Chart                | 10                | Platino       | 300,000   |
| Italia Albums Chart                  | 20                |               |           |
| Nueva Zelanda RIANZ Albums Chart     | 25                |               |           |
| Noruega Albums Chart                 | 7                 |               |           |
| Suiza Albums Chart                   | 24                |               |           |
| Suecia Albums Chart                  | 1                 | Platino       | 40,000    |
| Reino Unido                          | 13                | Oro           | 100,000   |

## Sencillos
| Año             | Sencillo               | Otra información | Dirección en video                                                 | Posición en lista  |
| --------------- | ---------------------- | --- | ------------------------------------------------------------------ | ------------------ |
| octubre de 2003 | You Don't Know My Name | Escritores: Alicia Keys, Kanye West, Harold Lilly, James Ralph Bailey, Melvin Kent, Ken Williams Productores: Kanye West, Alicia Keys | Chris Robinson                                                     | #3 R&B #1 #19      |
| enero de 2004   | If I Ain't Got You     | Escritores: Alicia Keys Productores: Alicia Keys                                                                                      | Diane Martel                                                       | #4 R&B #1 #18      |
| junio de 2004   | Diary                  | Escritores: Alicia Keys, Kerry Brothers, Jr. Productores: Alicia Keys                                                                 | Lamont "Liquid" Burrell, Rod Isaacs, Jeff Robinson, Brian Campbell | #8 R&B #2 Dance #1 |
| junio de 2004   | Karma                  | Escritores: Kerry Brothers, Jr., Taneisha Smith, Alicia Keys Productores: Kerry Brothers, Jr.                                         | Chris Robinson                                                     | #20 R&B #17        |